# Dolní Žďár
Dolní Žďár är en ort i Tjeckien.   Den ligger i regionen Södra Böhmen, i den centrala delen av landet, 120 km söder om huvudstaden Prag. Dolní Žďár ligger 452 meter över havet och antalet invånare är 115.
Terrängen runt Dolní Žďár är huvudsakligen platt. Dolní Žďár ligger nere i en dal. Runt Dolní Žďár är det glesbefolkat, med 14 invånare per kvadratkilometer. Närmaste större samhälle är Jindřichův Hradec, 4,9 km norr om Dolní Žďár. I omgivningarna runt Dolní Žďár växer i huvudsak blandskog.